# Jean-Baptiste van Loo

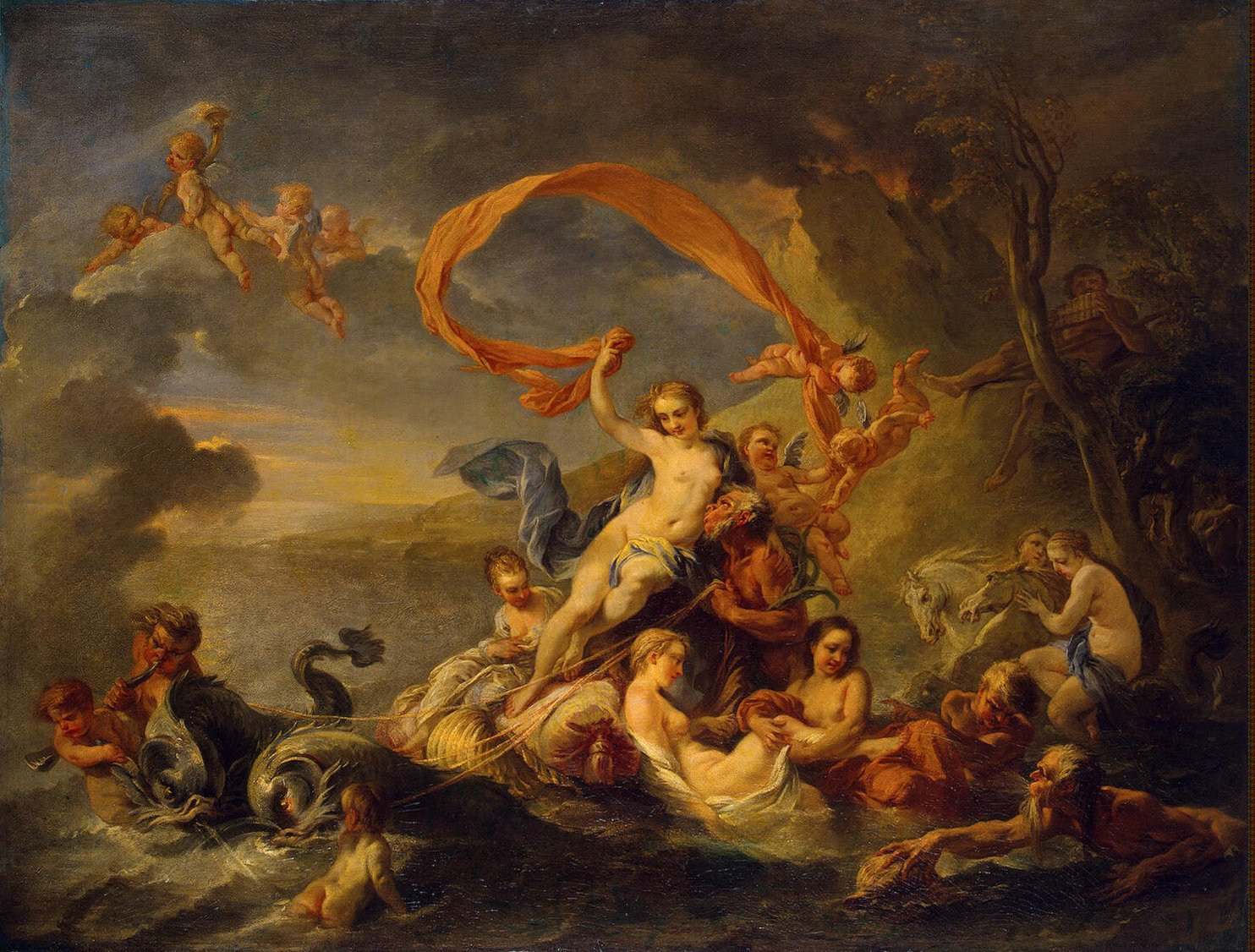
Der Triumph der Galatea

Jean-Baptiste van Loo (* 14. Januar 1684 in Aix-en-Provence; † 19. Dezember 1745 ebenda, im Pavillon de Vendôme) war ein französischer Maler des Rokoko.
Jean-Baptiste van Loo wurde von seinem Vater, der Amsterdamer Lodewijk Abraham van Loo unterrichtet und hatte schon in jungen Jahren Aufträge für Kirchen und öffentliche Gebäude in Aix und Toulon, das er 1707 während der Belagerung verließ. Sein Patron der Prinz von Carignan schickte ihn nach Rom, wo er bei Benedetto Luti studierte. In Rom malte er viele Bilder für Kirchen, und besonders seine „Geißelung Christi“ für die Kirche Santa Maria in Monticelli wurde dort viel bewundert. Dabei wachte er auch über die Ausbildung seines nach dem Tod des Vaters verwaisten jüngeren Bruders Charles André van Loo, der ebenfalls ein bekannter Maler wurde. Über Turin, wo er Karl Emmanuel II., Herzog von Savoyen, und Mitglieder seines Hofes porträtierte, ging er nach Paris, wo er zum Mitglied der königlichen Akademie der Künste gewählt wurde. Er malte mehrere Altarbilder und restaurierte die Werke von Francesco Primaticcio in Fontainebleau.
1737 ging er nach England, wo er durch Porträts des Dichters und Impresarios Colley Cibber und des Theatermanagers Owen McSwiny bekannt wurde und auch den damaligen Schatzkanzler Robert Walpole (National Portrait Gallery) und den Fürsten von Wales, der auch Kunstmäzen war, malte. Aus Gesundheitsgründen kehrte er 1742 nach Paris zurück und siedelte wieder in seine Heimatstadt Aix über. Dort bezog er ab 1730 den Pavillon de Vendôme, wo er verstarb und in dem heute einige seiner Werke ausgestellt sind.
Zwei seiner Söhne waren auch Maler: Louis-Michel van Loo (1707–1771) und Charles-Amédée-Philippe van Loo (1719–1795).